# Siemens ES 2007
Als Siemens ES 2007 (Eurosprinter) wird eine überarbeitete Generation des EuroSprinters aus dem Hause Siemens Rail Systems (zuvor Siemens Mobility, vormals Siemens Transportation Systems) bezeichnet. Es handelt sich dabei um den Vorgänger der Fahrzeugplattform Siemens Vectron.
Geliefert wurden Lokomotiven dieser Generation an die Eisenbahn von Portugal (CP) und die belgische Bahn (NMBS/SNCB).

## Hintergrund
Seit der Entwicklung des ursprünglichen EuroSprinters hatten sich die Sicherheitsvorschriften für Triebfahrzeuge geändert, sodass Anpassungen des Wagenkastens erforderlich wurden. Zudem gingen viele Fahrzeugbauarten der damaligen Generation noch direkt auf Großbestellungen ehemaliger Staatsbahnen zurück und galten am Markt als relativ teuer. Die Dieselloks verfügten zudem unter der Bezeichnung EuroRunner über eine komplett eigene technische Basis.
Im Gegensatz dazu hatten die beiden bedeutendsten Wettbewerber am Markt, Bombardier mit der Traxx und Alstom mit der Prima, modulare Konzepte, bei denen ein einziger Wagenkasten für alle Varianten verwendet wird, für den Güter- oder Personenverkehr und als Diesel- oder Elektrolokomotive.
Ein durchgehend einheitlicher Wagenkasten sowohl bei Diesel-, als auch bei Elektrolokomotiven wurde von Siemens jedoch nicht umgesetzt. So haben beispielsweise die EuroSprinter 2007-Lokomotiven weiterhin einen durchgehenden Mittelgang und die weiterentwickelten EuroRunner-Lokomotiven zwei Seitengänge. Konstruktionsprinzipien wie das Frontend-Konzept und der dementsprechend angepasste Wagenkasten wurde jedoch bei beiden Fahrzeugfamilien eingeführt.
Diese EuroSprinter-Generation wurde erstmals im Zuge einer Hausmesse von Siemens am 14. Juli 2007 neben diversen klassischen EuroRunnern und den parallel entwickelten Lokomotiven für Litauen vom Typ ER20 CF vorgestellt. Bei den Lokomotiven der EuroSprinter-2007-Generation wurde das, erstmals bei der ER20 CF eingesetzte, neue Frontend-Konzept eingesetzt.

## Elektrische Lokomotiven

### ES46B1-A: Comboios de Portugal CP-Baureihe 4700
→ Hauptartikel: CP-Baureihe 4700

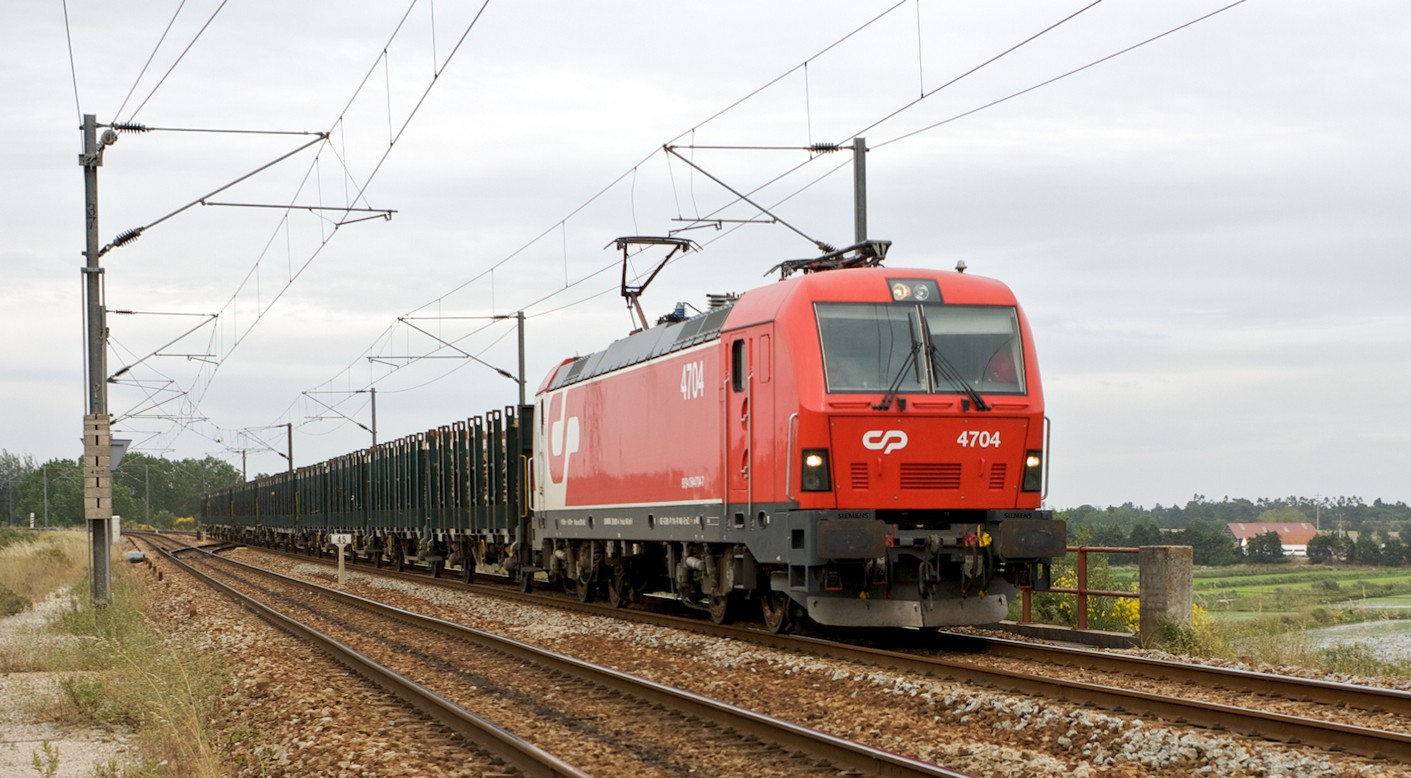
Lokomotive 4707 der CP

Die erste Bestellung einer Lokomotive dieser Familie datiert auf den Januar 2006. Damals bestellte die portugiesische Staatsbahn 15 Lokomotiven mit einer Option für 10 weitere mit einer Leistung von 4600 Kilowatt, also deutlich weniger, als die üblichen EuroSprinter bei Siemens. Aufgrund der Leistung ergäbe sich bei der CP die Bezeichnung 4600, um aber Verwechselungen mit der CP-Baureihe 5600 zu vermeiden, lautet die offizielle Bezeichnung 4700. Die Lokomotiven wurden ab August 2008 ausgeliefert. Sie sind für eine Geschwindigkeit von 140 km/h zugelassen.

### ES46B1-A Option
Am 13. Juli 2007 löste die CP die oben genannte Option ein, hierbei handelte es sich um die Variante ES 46 B1. Die Auslieferung dieser weiteren zehn Lokomotiven erfolgte 2009. Die Vormontage fand im Siemens-Lokomotivenwerk München-Allach, Krauss-Maffei-Straße und die Endmontage bei EMEF, einem Tochterunternehmen der Portugiesischen Eisenbahn, statt.

### NMBS/SNCB-Reihe 18/19

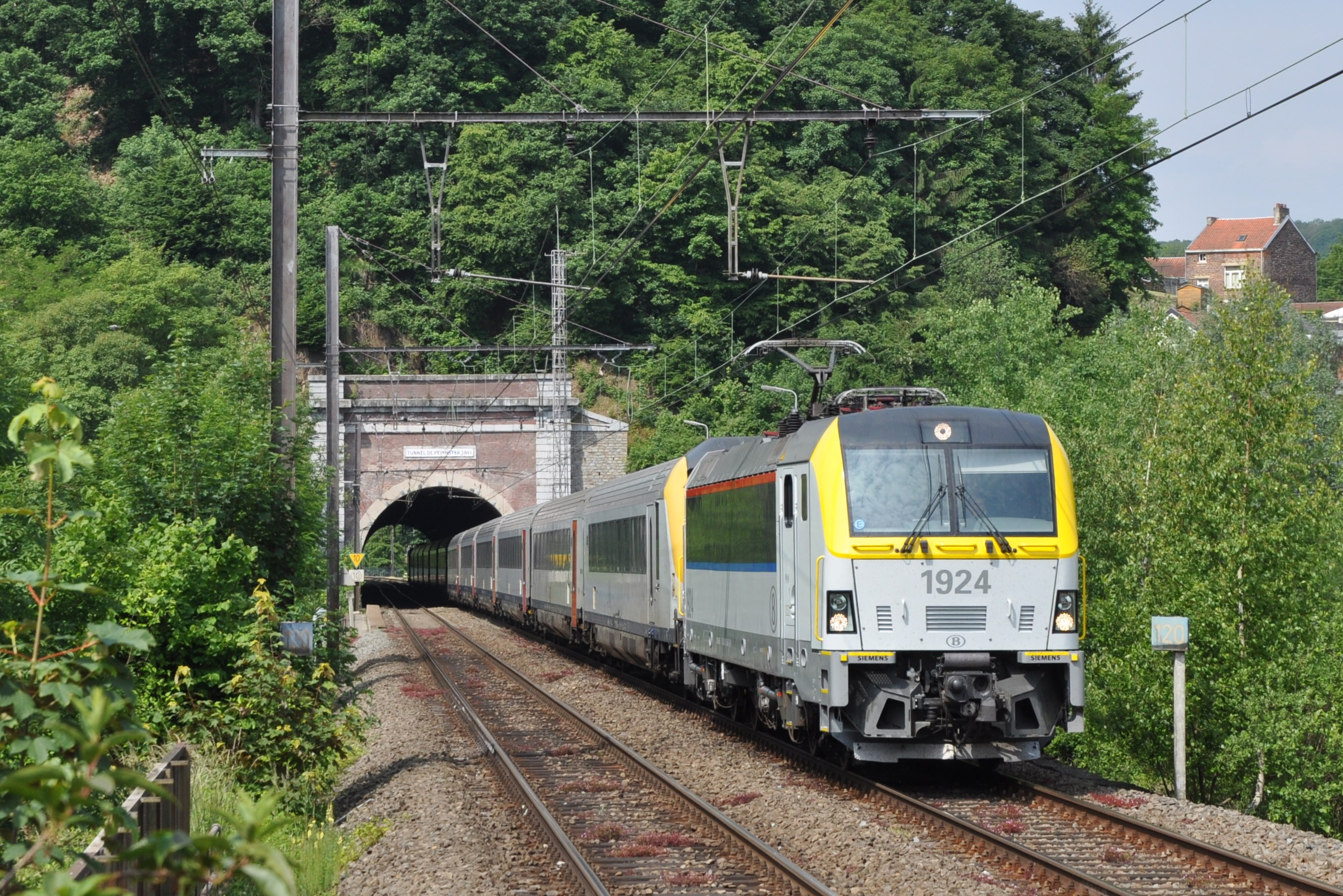
HLE 1924 in Pepinster

Die belgische Staatsbahn bestellte 2006 60 Loks dieser Bauart mit einer Leistung von 6000 kW. 2008 erfolgte eine neue Order über weitere 60 Maschinen, das gesamte Auftragsvolumen betrug 440 Millionen Euro. Die Loks wurden dreisystemfähig für den Einsatz unter 1,5 und 3 kV Gleich- sowie 25 kV Wechselspannung ausgelegt und erhielten auch Fahrzeugeinrichtungen für die Zugbeeinflussungssysteme in Frankreich (KVB), Belgien (TBL1, TBL1+, TBL2 und Crocodile) und Luxemburg (Crocodile, ETCS Level 1). Die Typbezeichnung des Herstellers lautet entsprechend ES60U3. Es bestand eine Option auf den Einbau des niederländischen ATB-EG. Die Loks haben eine Höchstgeschwindigkeit von 200 km/h.
Mit der Reihe 18 wurde eine Baureihenbezeichnung erneut vergeben, unter der in der Vergangenheit bereits von Alstom hergestellte, inzwischen ausgemusterte Viersystemlokomotiven geführt wurden. Auf diese wurde in der Nummerierung keine Rücksicht genommen, die Zählung beginnt wie bei der Alsthom-Reihe bei 1801.
96 Loks dieses Typs wurden als Reihe 18 (1801 bis 1896) und 24 als Reihe 19 (1901 bis 1924) beschafft. Die Lokomotiven der Reihe 19 sind einseitig mit automatischen Mittelpufferkupplungen für den Wendezugbetrieb mit M6-Wagen ausgerüstet, die vorher von Lokomotiven der Reihe 27 bespannt wurden und triebzugähnlich geflügelt und gestärkt werden. Die Maschinen der Reihe 18 verfügen an beiden Enden über Schraubenkupplungen.
Lokomotiven der Reihe 18 bespannen planmäßig seit 10. Dezember 2023 den euregioAIXpress sowie den ÖBB Nightjet 424/425 zwischen  Bahnhof Brüssel Süd und Aachen Hauptbahnhof, solange im Bahnhof Aachen Hbf die Fahrleitungsspannung von mehreren Bahnsteiggleisen auf 3 kV = umgeschaltet werden kann. Östlich von Aachen übernimmt eine Taurus-Lokomotive der ÖBB.

## Nachfolger
Der Nachfolger der EuroSprinter-Plattform ist die dem EuroSprinter 2007 ähnliche Plattform Siemens Vectron.